# Эманино
Эманино (баш. Эманин) — деревня в Благовещенском районе Республики Башкортостан Российской Федерации. Входит в состав Бедеево-Полянского сельсовета.

## География

### Географическое положение
Находится на правом берегу реки Уфы.
Расстояние до:
- районного центра (Благовещенск): 73 км,
- центра сельсовета (Бедеева Поляна): 40 км,
- ближайшей ж/д станции (Загородная): 78 км.

## История

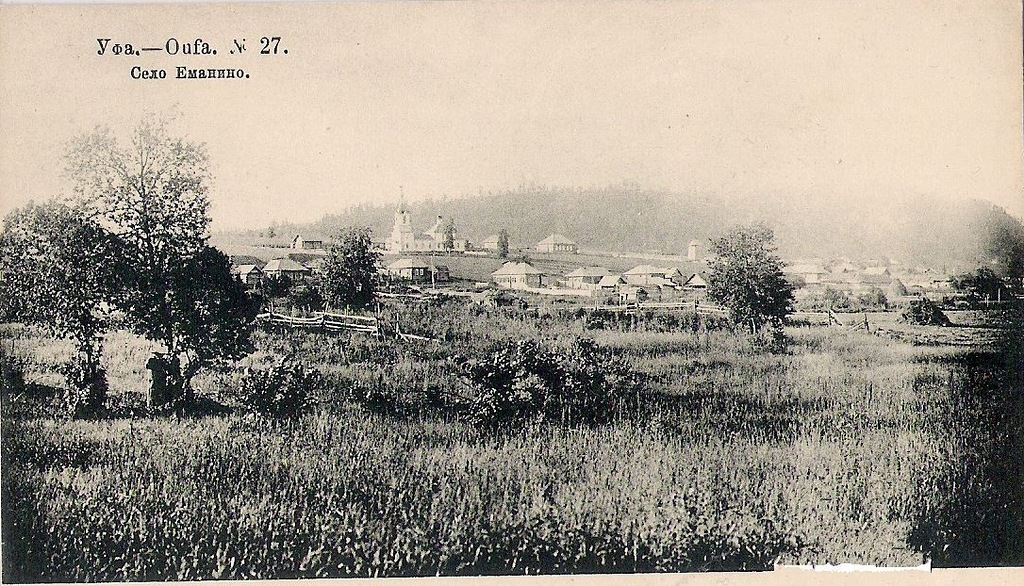
Село Еманино на старой открытке

Основана в 1885 году на территории Уфимского уезда переселенцами из Вятской губернии, на землях, приобретённых у Эманина, как село Николаево-Эманинское.
В 1896 году в 85 дворах проживало 510 человек. Жители занимались земледелием, изготовлением колёс и ободьев. Были церковь, церковно-приходская школа, два ободных заведения, два кирпичных завода, три бакалейных лавки, обдирка, хлебозапасный магазин.
В 1906 году была церковь, земская школа, кузница, бакалейная и мануфактурная лавки, хлебозапасный магазин. Здание бывшей Александро-Невской церкви (деревянная, конец XIX века) является памятником архитектуры.
С 2000‑х годов носит современное название.

## Население
| 1896 | 2002 | 2009 | 2010 |
| ---- | ---- | ---- | ---- |
| 510  | ↘98  | ↘85  | ↘79  |

Согласно переписи 2002 года, преобладающие национальности — русские (56 %), башкиры (30 %).